# V356 Sagittarii
V356 Sagittarii eller HD 173787 är en dubbelstjärna i den norra  delen av stjärnbilden Skytten. Den har en högsta skenbar magnitud av ca 6,84  och kräver en kraftig handkikare eller ett mindre teleskop för att kunna observeras. Baserat på parallax enligt Gaia Data Release 3 på ca 1,48 mas, beräknas den befinna sig på ett avstånd på ca 2 210 ljusår (ca 680 parsek) från solen. Den rör sig bort från solen med en heliocentrisk radialhastighet på ca 7 km/s.

## Egenskaper

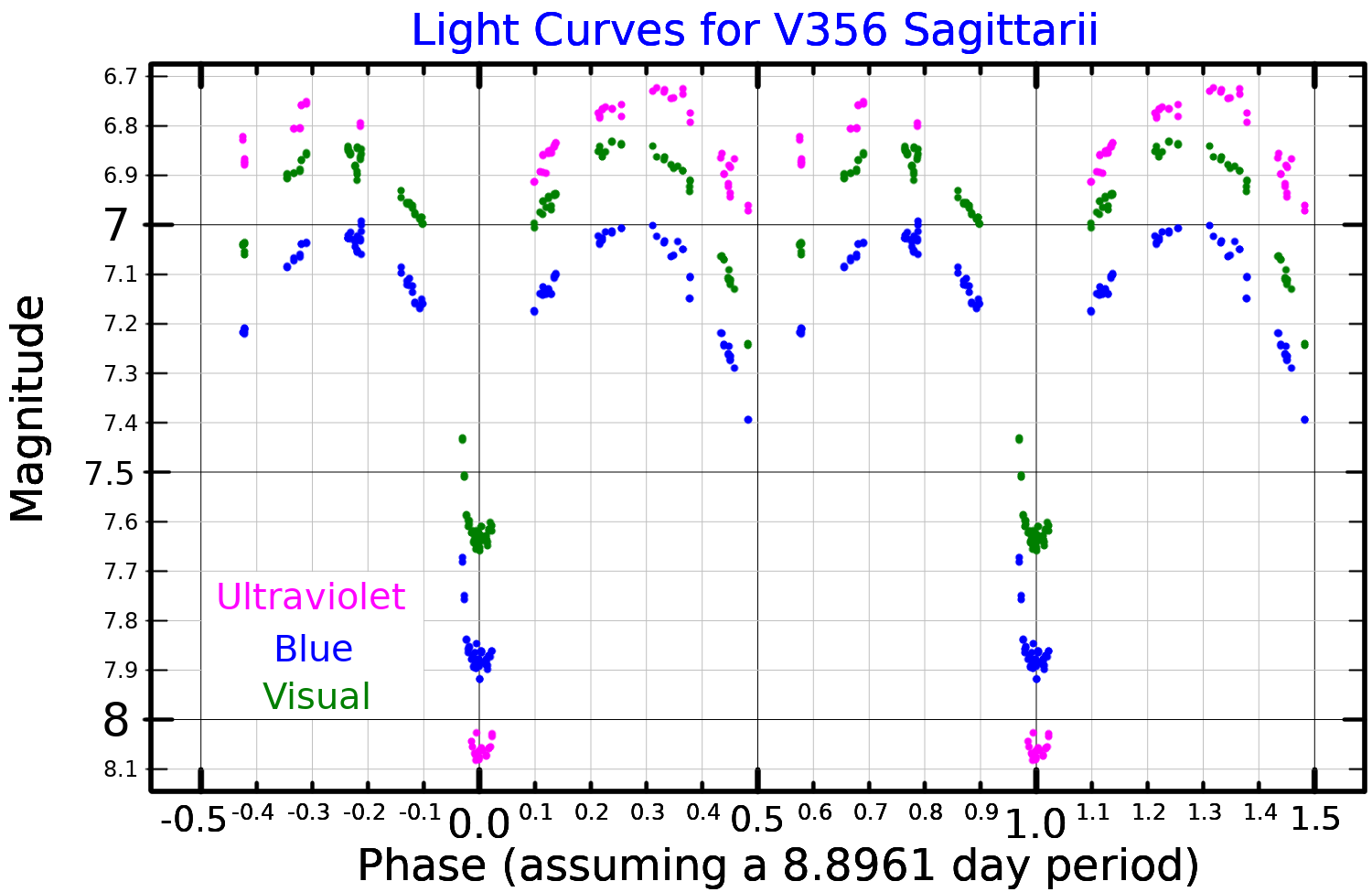
Ljuskurva i tre fotometriska band för V356 Sagittarii plottade Wilson och Woodward (1995)

Primärstjärnan V356 Sagittarii A är en blå stjärna ihuvudserien av spektralklass B3 V och är en trolig Algolvariabel med en period av 8,896 dygn Den har en massa som är ca 11 solmassor, en radie på ca 9 solradier och har en effektiv temperatur av ca 16 500 K.
Följeslagaren V356 Sagittarii B är en vit till blå ljusstark jättestjärna av spektralklass A2 II. Den har en massa som är ca 3 solmassor, en radie på ca 13 solradier och har en effektiv temperatur av ca 8 600 K.
V356 Sagittarii är ett dubbelsidig spektroskopisk dubbelstjärna med en omloppsperiod på 8,896 dygn. Den är ett massivt, interagerande system med en cirkulär bana, där följeslagaren har fyllt sin Roche-lob och överför materia till primärstjärnan. Denna hade ursprungligen den lägre massan, men har nu ungefär 11 gånger solens massa. Följeslagaren har förlorat mycket av dess ursprungliga massa, och lämnat efter sig den exponerade kärnan av en stjärna. Överföringen av materia skapar en ackretionsskiva i omloppsbana kring primärstjärnan.
Åtminstone en del av materialet som avlägsnats från den nuvarande följeslagaren har sannolikt förlorats från systemet. En relativt liten förändring i omloppsperioden har observerats, men perioden är ganska stabil över tiden, vilket kan innebära att massöverföringen är intermittent. Ultraviolett strålning har observerats med rymdobservatoriet FUSE, vilket tyder på närvaro av het omgivande materia. Denna emission visar liten variation under en total förmörkelse, vilket tyder på att materialet ligger vinkelrätt mot ackretionsskivan. Detta kan representera en bipolär stråle av materia från primärstjärnan.